# Tarczek Dolny
Tarczek Dolny – część wsi Tarczek w Polsce, położona w województwie świętokrzyskim, w powiecie starachowickim, w gminie Pawłów.
W latach 1975–1998 Tarczek Dolny administracyjnie należał do województwa kieleckiego.